# Mario Lamberto

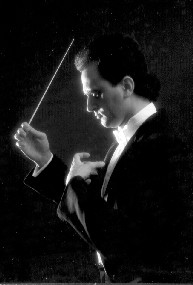
Mario Lamberto

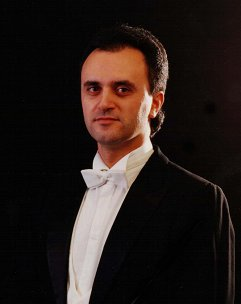
Mario Lamberto

Mario Lamberto (Torino, 22 marzo 1957) è un direttore d'orchestra italiano.

## Biografia
Si è diplomato in composizione, direzione d'orchestra, pianoforte, musica corale e direzione di coro con il massimo dei voti e la lode.
Ha studiato con Franco Ferrara ai corsi di perfezionamento di direzione d'orchestra dell'Accademia Chigiana di Siena, della Scuola di Musica di Fiesole e dell'Ente Arena di Verona, conseguendo i relativi diplomi di merito. Ha inoltre frequentato i corsi di alto perfezionamento professionale tenuti da Vladimir Delman a Parma e da Aldo Ceccato a Saluzzo.
Nel 1992 ha vinto il primo premio al II Concorso Internazionale "D. Niculescu" a Brașov in Romania, e il terzo premio al VII Concorso Internazionale "J. Ferencsik" organizzato dalla televisione ungherese a Budapest. È stato l'unico finalista italiano laureato al IV Concorso Internazionale "G. Fitelberg" (1991) a Katowice (Polonia) e al II Concorso Internazionale "Arturo Toscanini" (1986) a Parma.
Ha diretto l'Orchestra Sinfonica Nazionale della RAI, l'Orchestra Sinfonica Nazionale Ungherese, l'University of Georgia Festival Orchestra di Atlanta (USA), la Bacău e la Brașov Philharmonie (Romania), la Jelenia Gora Symphony (Polonia), l'O.R.T. di Firenze, la “Haydn” di Bolzano, i Pomeriggi Musicali di Milano, le Orchestre sinfoniche di Parma, Sanremo, Ivrea, Bari e Lecce, la Filarmonica di Torino, le Orchestre da Camera di Padova, Mantova, Torino e altre importanti orchestre in Italia e all'estero. È stato invitato al Festival Wratislavia Cantans di Breslavia, ha diretto il Rigoletto al Teatro dell'Opera di Bytom e di Katowice (Polonia) e la prima esecuzione moderna dell'edizione originale de Il mondo della Luna di Niccolò Piccinni al Teatro Piccinni di Bari. Ha collaborato con il Teatro Regio di Torino ed è stato vicedirettore artistico dell'Accademia Stefano Tempia di Torino.
Dalla stagione di concerti 2009-2010 è stato nominato Primo Direttore Ospite dell'Orchestra Sinfonica di Rivoli.
Il suo repertorio spazia dal barocco alla musica contemporanea e comprende i capolavori sinfonici, sinfonico-corali e operistici della grande tradizione, unitamente a composizioni di più raro ascolto.
Svolge l'attività di docente presso il Conservatorio Giuseppe Verdi di Torino: dal 1978 di musica corale e direzione di coro e, dal 1999, titolare della cattedra di direzione d'orchestra. Tiene inoltre corsi di perfezionamento di direzione d'orchestra e di impostazione vocale.

## Discografia
- The Highlights, Orchestra Filarmonica di Torino, Stagione Sinfonica 1993
- I Concerti ai Santi Martiri, una selezione della Stagione Sinfonica 1995
- Valzer di Strauss a Cuneo, Concerto di fine anno 2002